# Andréi Desiátnikov
Andréi Valérievich Desiátnikov (del ruso: Андрей Валерьевич Десятников), (Vladivostok, 4 de mayo de 1994) es un baloncestista ruso. Pertenece a la plantilla del CSKA Moscú de la VTB United League.
Con 2,21 m (7′ 3″) de estatura, juega en la posición de pívot.

## Trayectoria deportiva

### Categorías inferiores
Comenzó a jugar al baloncesto en las categorías inferiores del Spartak Primorje Vladivostok, hasta que en 2011 firmó con el equipo júnior del Triumph Lyubertsy, debutando con el equipo sub-23 al año siguiente, equipo en el que jugaría dos temporadas, promediando en la segunda de ellas 6,7 puntos, 6,0 rebotes y 1,7 tapones por partido.

### Profesional
En la temporada 2014-2015 hizo su debut en el primer equipo del ya renombrado BC Zenit San Petersburgo, disputando trece partidos de la VTB United League y dos más de la Eurocup, promediando 2,9 puntos y 1,9 rebotes. A lo largo de la temporada también jugó cedido en el Rossiya Novogorsk de la Superliga rusa, donde promedió 10,6 puntos y 6,5 rebotes en veinte partidos disputados.
Ya en la temporada 2015-16 alternó sus participaciones entre el primer y segundo equipo del Zenit, promediando en el equipo de la VTB League 3,4 puntos y 1,9 rebotes por partido.

### Selección nacional
Fue un jugador habitual en las categorías inferiores de la selección de Rusia, disputando el europeo sub-18 en 2012 y el sub-20 en 2014, además del mundial sub-19 en 2013. Logró la medalla de bronce en la Universiada de 2015, torneo en el que promedió 11,6 puntos y 2,8 asistencias por partido. Con la selección absoluta jugó el Eurobasket 2015, apareciendo de forma testimonial en dos partidos, promediando 4,0 puntos y 1,5 rebotes.